# Eleições eclesiásticas na Suécia em 2013

Igreja da Suécia

As eleições eclesiásticas na Suécia em 2013 realizaram-se a 15 de setembro de 2013, para eleger os dirigentes locais, regionais e nacionais da Igreja da Suécia no período de 4 anos entre 2013 e 2017. 

Os 5,5 milhões de membros da igreja sueca, que tenham mais de 16 anos, puderam entregar quatro boletins de voto, escolhendo entre os 14 partidos e grupos eleitorais que participaram no evento. 

## As quatro votações

### Nível local – Paróquias
Os membros locais de cada uma das 1426 paróquias  elegem uma Assembleia da Paróquia (Kyrkofullmäktige), que por sua vez designa um Conselho da Paróquia (Kyrkoråd). 

### Nível regional – Dioceses
Os membros de cada diocese elegem uma Assembleia da Diocese (Stiftsfullmäktige), com 81 representantes, que designa um Concelho da Diocese (Stiftsstyrelse), com o respetivo Bispo como presidente.

### Nível nacional – Igreja da Suécia
Os membros da Igreja da Suécia elegem uma Assembleia da Igreja da Suécia (Kyrkomötet), com 251 representantes, que designa um Concelho da Igreja da Suécia (Kyrkostyrelsen). 

## Resultados preliminares
Quando 2247 dos 2247 círculos eleitorais estavam apurados , o resultado preliminar das eleições para a Assembleia da Igreja da Suécia (Kyrkomötet) era o seguinte: 
| Partido e Grupos eleitorais             |                                  | Votos (%) | Mandatos |
| --------------------------------------- | -------------------------------- | --------- | -------- |
| Arbetarepartiet - Socialdemokraterna    | Partido Social-Democrata         | 29,40     | 73       |
| Borgerligt alternativ                   | Alternativa Burguesa             | 12,57     | 31       |
| Centerpartiet                           | Partido do Centro                | 11,88     | 29       |
| Fria liberaler i Svenska kyrkan FiSK    | Liberais livres                  | 3,29      | 8        |
| FRIMODIG KYRKA                          | Igreja Generosa                  | 4,75      | 12       |
| Kristdemokrater i Svenska kyrkan        | Partido Democrata-Cristão        | 4,76      | 12       |
| Kyrklig samverkan i Visby stift         | Cooperação Eclesiástica de Visby | 0,18      | 1        |
| Miljöpartister i Svenska kyrkan         | Partido Ambiental - Os Verdes    | 4,69      | 12       |
| Partipolitiskt obundna i Svenska kyrkan | Independentes Políticos          | 15,26     | 38       |
| Skanör Falsterbo Kyrkans Väl            | Pela Igreja de Skanör Falsterbo  | 0,05      | 0        |
| SPI Seniorpartiet                       | Partido Sénior                   | 0,22      | 0        |
| Sverigedemokraterna                     | Partido dos Democratas Suecos    | 5,96      | 15       |
| Vänstern i Svenska Kyrkan               | Esquerda                         | 2,35      | 6        |
| ÖPPEN KYRKA -- en kyrka för alla        | Igreja Aberta                    | 4,63      | 12       |